# Jezioro Konińskie
Jezioro Konińskie – jezioro w Polsce, położone w województwie wielkopolskim, w powiecie nowotomyskim, w gminie Lwówek, na północ od miejscowości Konin, około 4 km na północ od Lwówka, leżące na terenie Wysoczyzny Grodziskiej.
W klasyfikacji rybackiej jezioro zalicza się do zbiorników linowo-szczupakowych. Do 1992 roku na jeziorze działalność prowadziło Gospodarstwo Rybackie Skarbu Państwa w Zbąszyniu. Obecnie wodami jeziora zarządza prywatny dzierżawca.

## Dane morfometryczne
Powierzchnia zwierciadła wody według różnych źródeł wynosi od 24,2 ha przez 25,9 ha do 35,0 ha.
Zwierciadło wody położone jest na wysokości 89,7 m n.p.m. lub 90,4 m n.p.m. Średnia głębokość jeziora wynosi 1,7 m lub 2,1 m, natomiast głębokość maksymalna 3,7 m.
Na podstawie badań przeprowadzonych w 2002 r. jezioro zaliczono do wód pozaklasowych i poza kategorią podatności na degradację.
Objętość zbiornika według różnych źródeł wynosi od 410,6 tys. m³ do 534,4 tys. m³.

## Hydronimia
Według urzędowego spisu opracowanego przez Komisję Nazw Miejscowości i Obiektów Fizjograficznych (KNMiOF) nazwa tego jeziora to Jezioro Konińskie. W różnych publikacjach i na mapach topograficznych jezioro to występuje pod nazwą Konin.